# Anthrax eremicus
Anthrax eremicus är en tvåvingeart som beskrevs av Neal L. Evenhuis och Greathead 1999. Anthrax eremicus ingår i släktet Anthrax och familjen svävflugor.
Artens utbredningsområde är Förenade Arabemiraten. Inga underarter finns listade i Catalogue of Life.